# Second écran

Le second écran du telephone.

Un second écran est un appareil informatique, le plus souvent mobile (smartphone ou tablette numérique, mais aussi laptop et télécommande), qui procure un supplément d'information pour enrichir l'expérience télévisuelle.

## Modalités d’usage
Les modalités d’usage du second écran sont variées..Il peut s’agir d’un ordinateur portable de nouvelle génération, fin, léger, et d’envergure modeste, relié à un grand écran par un câble HDMI, type de liaison qui n’existe pas pour les tablettes et smartphone, dépourvus de ports HDMI et USB mais désormais au standard USB c.
Le terme désigne aussi les fonctionnalités des télécommandes de nouvelle génération permettant de naviguer dans l’écran de télévision, avec ou sans changement de chaîne.

## Contexte
Cet usage s'inscrit dans un contexte de socialisation en ligne (Facebook, Twitter et tout autre réseau social) et participe à la télévision sociale car il permet de discuter en direct des contenus diffusés,.